# Demonassa (Mutter des Philoktetes)
Demonassa (altgriechisch Δημώνασσα Demṓnassa) ist in der griechischen Mythologie die Gemahlin des Poias.
Ihr gemeinsamer Sohn ist der Argonaut Philoktetes. Genannt wird sie samt ihren Beziehungen einzig in den fabulae des Hyginus Mythographus.